# سوف (بلدة)
سوف بلدة أردنية تقع في لواء قََصَبَةِ جَرش في محافظة جَرش، وتَتْبع إدارياً لبلدية جَرش الكبرى في شمال الأردن وتبعد عن مدينة جرش 8 كم غرب مدينة وتقع على الطريق الرئيسي الذي يربط بين مدينتي جرش وعجلون، ونشأت سوف على سفاحِ جبال عجلون جبال تحطيها من شمال وجنوب وغرب.
يبلغ عدد سكان سوف 14.774 ألف نسمة حسب تعداد السكاني عام 2015 وتعدُ ثالثَ أكبر تجمع سكاني في محافظة بعد مدينة جرش ومخيمِ غزة.
تكثرُ في البلدة زراعة الزيتون ولوزيات وتشتهرُ سوف بغاباتها الحُرجية التي يوجد عليها محمية المأوى الطبيعية التي تعتبرُ الأولى من نوعها في الشرق الأوسط في غاباتِ جبل المنارة التي تمتاز بتنوع الأشجار مثل الصنوبر والبلوط والخروب والقيقب والارز واللزاب والنبق والسرو والملول في جنوب البلدة ويبلغ معدل الهطول المطري في سوف 650 ملم في المرتفعات ويسودها مناخ بارد في الشتاء وشبة معتدل في الصيف.
تعد سوف من أكبر بلدات محافظة جرش من حيث عدد سكان ومساحة وحدث عليها الكثير من الأحداث المهمة من تاريخ وزياراتِ الرحالة والملوك والسياسين، ويوجدُ في وسط البلدة قصر الباشا علي الكايد ويعود تاريخ بناء القصر إلى بدايةِ العشرينيات من القرن الماضي وكان قصر الباشا مقر لحكم ومكان تداول الأحكام العشائرية في الماضي ويحتفي بجماله الأثري ومن معالمه أسطبلات الخيول والمطابخ الكبيرة والشرف والحديقة.
برزت أهمية سوف في العصور القديمة حيث يوجد بقرب البلدة العديدُ من الخرب ومنها خربةِ سوف التي تشتهرُ باراضيها الفسيفسائية، يوجد في سوف العديد من المقامات الدينة مثل مقامِ ابنُ الأدهم ومقامِ شيخ غنام ومقامِ الشيخ أبو بلال ومقامِ شيخ علي أبو الوفا والشيخ نبهانِ.
تختلف أسباب تسمية البلدة وتشير الكتابات القديمة أن معنى كلمة سوف لاتينية ترمز إلى وفرة المياة لكنَّ فريدريك في كتابة تاريخ شرق نهر الأردن أشار أن سوف تدعى ديون حسب الأطلس قدم لآدم سميث وفي العصر العثماني اطلقو عليها الخانوقة.

## سبب التسمية
تشيرُ الكتابات القديمة إلى أن اسم سوف هو كلمة لاتينية معناها النهر وبلدة الينابيع والمنتزة والمنتجع،  ولكنَّ رحالة فريدريك في رحلتةِ إلى شرق الأوسط وفي كتابةِ تاريخ شرقي الأردن وقبائلها يذكر أن سوف «ديون» القديمة، ويقول: حسب الخارطة 38 من الأطلس التاريخي للأرض المقدسة لآدم سميث تكون ديون هي بلدة سوف الحديثة، ولعل التسمية نسبة إلى وفرة المياة وأن وفرة المياة اقرب وصف لبلدة، وحيث تشتهر البلدة بينابيع الكثيرة وحتى أنه يمكن زيارة الكثير من عيون ماء فيها مثل: عين المغاسل وعين أم ظاهر وعين القرقة وعين عبود ونبع سوف، واطلق عليها في العصر العثماني «الخانوقة».

## تاريخ البلدة

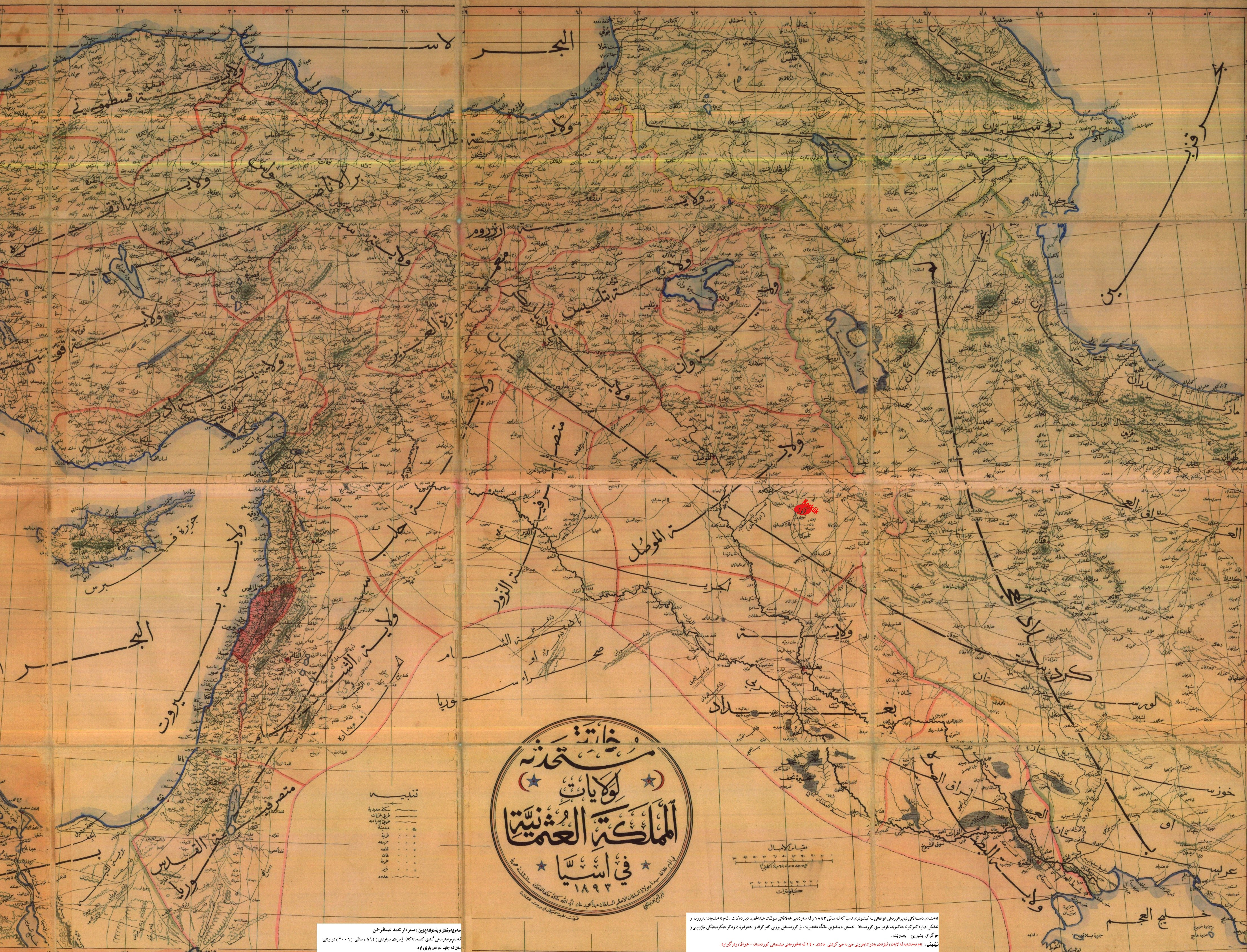
خريطة سوريا العثمانية الولايات الدولة العثمانية وتظهر سوف في خريطة (ولاية الشام)

برزت أهمية سوف عبر العصور بسبب وفرةِ الماء وشهدت البلدة العديد من الأحداث عبر الزمن وزارها العديد من الرحالة منهم بيركات وبكنجهام والقس كلاين.
وذكرت سوف في دفتر الطابوو ودونت في سجلاتِ العثمانية وشهدت سوف في عصر الحيث الكثير من الأحداث، والوصف القديم الذي كان يطلق عليها في ماضي، بأنها تقع "في مشرق الشمس، ومن موقعها القديمة هناك في أراضي المنصورة وهي خربة قديمة داخل أراضي سوف الآن، واسمها خربةِ سوف ومن تتميز بالاراضي فسيفسائية وأبنية على طراز القديم وتاريخ تلك الآثار يرجع إلى فترة الرومانية والبيزنطيينية واليونانية.

### العهد العثماني
ذكرت البلدة في دفتر مفصل لواء عجلون رقم 970، وذكر عنها: "قرية وادي شوف (سوف) تابع عجلون، تيمار موسى بن أوغور وبيرام وجاوش محمد، فيها  إحدى
وسبعون خانة وأربعة مجردين وإمامان، وعدد النصارى ثمانية أنفار، حاصل قسم من الربع: سبعة عشر ألفا وتسعمائة وثمان وتسعون آقجة. من الحنطة: ست عشرة غرارة
قيمتها ألفان وثمانون آقجة. من الشعير: ثمان غرارات قيمتها خمسمائة وستون آقجة. وخراج كروم العنب اثنا عشر ألفا وتسعمائة واثنتان وستون آقجة. يؤخذ عن كل مائتي دالية عشر آقجات، وخراج الزيتون: ألف وخمسمائة آقجة، عن كل شجرتين آقجة واحدة. وخراج الفواكه خمسمائة آقجة، عن كل خمس شجرات آقجة واحدة. ورسم المعزة (الماعز): ثلاثمائة آقجة. ورسم المعصرة ست وتسعون آقجة. وجزية النصارى (8 في 80) ستمائة وأربعون آقجة خاص شاهي (سلطاني)".
يذكر أن سوف وردت في دفتر مفصل لواء عجلون رقم 185، حيث كانت الإطالة عليه في ذلك الزمن على النحو التالي: "قرية حنوق (خندق) تابع بني علوان، وتدعى أيضا وادي سوف، فيها خمس وسبعون خانة وخمسة مجردين، وعدد جماعة النصارى في هذه القرية عشر خانات، جزيتهم تسعمائة آقجة. وحاصل قسم من الربع؛ من الحنطة: ثلاثون غرارة قيمتها أربعة آلاف وثلاثمائة آقجة. من الشعير: عشرون غرارة قيمتها ألف وستمائة آقجة. وخراج الأشجار وغيره: عشرة آلاف آقجة. ورسم المعز والنحل: ثلاثة آلاف وثلاثمائة وعشرون آقجة. ورسم المعصرة ثمانون آقجة. وبادهوا: ألف آقجة؛ فيكون المتحصل عشرون ألف ومائتي آقجة. 

### شهادات الرحالة
ذكر بيركهات سوف في رحلتة إلى حجاز والشام قال؛ بعد سبع ساعات وربع ساعة ابْتِداءُ من الرمثا وصلنا إلى نبع المغاسل واطفانا ظمانا من ماء بعد أن امضينا يومنا دون ماء وتقع سوف على سفح جبل منحدر وينبع الماء الغزير من داخل الصخر.
زار بكنجهام سوف في عام 1916 وقال أن سوف بلدة مهمة تارخيا وتظم تجمع سكاني جيد وسكانها يزرعون الزيتون والقمح وزارها القس كلاين وقال: أن يوجد بها عائلات مسيحية وزارها المندوب البريطاني لبيناء أول مدرسة في إمارة شرق الأردن لكن يتم.

### قصر الباشا
يعد قصر علي الكايد العتوم من أبرز معالم مدينة سوف حيث يقع في قلب المدينة يحتفي بطراز البناء العثماني من أبرز معالمه سطبلات الخيول والحديقة والمطابخ كبيرة والشرف وكان مكان اجتماعات وديوان في السابق، ويعد قصر الباشا من أجمل البنايات في ذلك الزمان بسبب استخدام الطراز العثماني في البناء وكونة يقع على طريق السترايجي بين جرش وعجلون واربد زاد أهميتة، وشهد القصر زيارة الكثير من الباشوات والشيوخ ورجال السياسة والأدباء حيث زارها ملك فيصل وزيارة محمد رضا شاه بهلوي الذي استضافة سمو الأمير عبد الله هناك، وزيارة المندوب البريطاني على فلسطين ويمثل القصر أرث تاريخي وثقافي مهم ولذلك سوف يتم ترميمة حتى يكون أحد معالم البلدة السياحية.

### الآثار
كانت سوف ذات أغلبية مسيحية في ماضي حيث يوجد كنيسة في منطقة البرج التي حصلت على اسمها من برج الكنيسة وهناك مقابر مسيحية ويوجد العديد من الخرب البيزنطية والرومانية منها خربة سوف حيث يوجد بها أراضي فسيفسائية ويرجع أصلها إلى العصر الروماني والبيزنطي، وهناك العديد الكنائس القديمة مثل كنيسة سوف التي تم تحويلها في عصر الإسلامي إلى مسجد سوف القديم والذي تم تغير اسمه لاحقا إلى مسجد الشيخ يوسف ومن إثار سوف في العصر الحديث قصر علي الباشا المبني على طراز العثماني ويوجد في سوف عديد من مقامات الدينية مثل: مقام لشيخ غنام ومقام ابن ألادهم ومقام الشيخ نهبان وقبر الفيومي ومقام الشيخ أبو بلال ومقام الشيخ علي أبو الوفا. 
الخرب القديمة
يوجد في أراضي سوف العديد من الخرب القديمة منها خربة أم الدرج وخربة ظهر المدينة وخربة فاميا وخربة المصلى وخربة زقريط وخربة أبو المغر وخربة الماشوح خربة السبطة وخربة دير عامود وخربة عرامة وخربة الحجرين وخربة ظهر المدينة وخربة طرون وخربة المرج.

## جغرافيا

### الموقع
تقع سوف في شمال الغربي من محافظة جرش ويحدها من شمال وشرق والجنوب مناطق جرش ومن غرب مناطق عجلون وتبلغ مساحة سوف 46 ألف دونم.

### الجبال وارتفاعات المناطق
تحيط جبال عجلون سوف من ثلاثة جوانب شمال الجنوب الغرب وبلغ معدل الارتفاع من 700 إلى 1247 ويعد جبل أم الدرج بين سوف وعنجرة ويعتبر أعلى قمة جبلية في شمال الأردن. 
يوجد في البلدة عديد جبال ومن أهمها:
| الجبل     | الارتفاع | الجبل       | الارتفاع | جبل أو المنطقة | الارتفاع |
| --------- | -------- | ----------- | -------- | -------------- | -------- |
| أم الدرج  | 1247     | المنارة     | 1194     | ابن الادهم     | 1093     |
| الفنادق   | 1232     | مكب السمن   | 1191     | المرج          | 972      |
| أم العرور | 1211     | السهلات     | 1172     | سوف البلد      | 970      |
| بصاص الدب | 1201     | مقتل الاعرج | 1164     | المغاسل        | 880      |
| عراق راجح | 1200     | ابو رويس    | 1100     |                |          |

الوديان
يوجد في البلدة الكثير من الوديان من أشهرها وادي المصرية وادي سوف وادي السهلات وادي الدن وادي أم الدرج وادي قطيط وادي المنارة.
طور صخري
منهم طور عايد، وطور ابن الأدهم، وطور الأحمر، وطور غيث.  
تلول
تل القمر في شمال غرب القرية.

### المناخ
لا يختلف مناخ البلدة عن باقي مناطق جبال عجلون وفي الشتاء يكون مناخ بارد وفي الصيف معتدل بعض الشيء يبلغ معدل الهطول المطري 550 ملم سنوياً وتنوع التضاريس هناك أثر بشكل كبير في طبيعة المنطقة.
- فصل الربيع، وتمتد تلك فترة من نصف آذار وحتى بداية حزيران يكون المناخ شبة معتدل وبارد احياناً تبقى درجات الحرارة شبة متوسطة حتى نهاية ابريل.
- فصل الصيف، وتمتد تلك فترة من نهاية حزيران وحتى نصف تشرين الأول يكون المناخ شبة معتدل وحار.
- فصل الخريف، وتمتد تلك فترة من نصف ثاني تشرين الأول وحتى نهاية تشرين الثاني يكون مناخ بارد وجاف غالبا وتكون درجات حرارة شبة معتدلة.
- فصل الشتاء، وتمتد تلك فترة من نهاية تشرين الثاني وحتى نصف آذار تكون درجات حرارة دون صفر وتتساقط ثلوج على مرتفعات.[7][8][26]

### الأحياء والمناطق
المناطق
منها؛ المنصورة أبو رويس والمرج والمنارة والسهلات وسوف البلد وبيدر الحمص وأبو المغر وأم الدرج وبصاص الدب والفندق وبصة لوزة وتل القمر وباب أم الصفا والكوم وابن الأدهم وكرم الغولة وحاجب القرد ومقطع القرمية ومعيشة وطور الأحمر والمدابس وزقريط والسراب وادي المصرية ومكب السمن والعميدات ومقتل الاعرج والفنادق وأم العرور وأبو والوفاء ومقتل الجندي والبرج تضم كل من فاميا وعين أم جرن ومغاسل وحبسان.
سبب تسمية بعض الأماكن
يرجع سبب تسمية المنارة في ماضي حيث كان ناس يستخدمون القمة كوسيلة اتصال عن طريق أشعال نار على قمة الجبل، وأم الدرج وبنسب لخربة أم الدرج، وابن الأدهم بنسبة لابراهيم ابن الأدهم، ومقطع القرمية بنسبة لساق الأشجار، وكرم الغولة بنسبة لقصص الخرافية عن كائن الغولة، وجورة نمر بنسبة لشاعر نمر بن عدوان، وأم الصفا بنسبة لمكلة زارت سوف، وبرج بنسبة لبرج الكنيسة، وعين أم جرن بنسبة جرن ماء محيط بها.

### الطبيعة
تشتهر بلدة سوف بجمال الطبيعة وفي فصل الصيف تعد غابات منفس لسكان وينمو في البلدة مختلف من النباتات البرية ومختلف إنواع الأشجار في جبال عجلون.
عيون الماء
تشتهر سوف بكثرة الينابيع حيث يسطيع الزائر رصد عدد منها ويقدر عدد الينابيع 20 ينبوع تعتبرعين المغاسل أكثرها تدفقاً ومن أشهر ينابيعها: نبع سوف وعين القرقة وعين أم ظاهر وعين أم فرج وعين وأم جرن وعين الذيبة وعين بصه لوزة وعين الخانوق ويجري في وادي سوف سيل ماء.
الأشجار البرية والنباتات

تتميز سوف بغطاء نباتي كثيف خاصة من جانب الجنوبي والغربي ومن أشهر غاباتها المنارة في جنوب سوف وعراق راجح وأم العرور ومن أنواع الأشجار: البلوط والفسطق الحلبي والارز والملول واللزاب والسرو والكينا والحور والخروب والقطلب والنبق وافتتحت محمية المأوى جنوب القرية في منطقة المنارة لحماية الطبيعة والحيوانات البرية وينمو في سوف مختلف أنواع النباتات البرية من أبرزها شقيقة النعمان ونرجس البري وأبو جريس وغفش وحنوة وقليقلان وليف ورقمة وعر ولسان الثور والقريص وزريع وبابونج وحوذان وأم حلق وقرص راعي وشوك البلان وبوبريسية وقرن غزال ونعنع مائي وبيلادونا وفطر البري وسوسن.
- صور توضيحية لانواع النباتات والأشجار التي تنمو في سوف
- حوذان
- قرن الغزال
- خردل (نبات)
- لسان الثور أو خبز النحل
- زهرة النرجس
- سوسن
- حنوة
- نعناع مائي
- فطر بري
- ست الحسن
- ورد جوري
- زعتر
- شقيقة النعمان
- بلوط
- خروب
- السرو

#### مشاكل طبيعية
تواجة سوف مشاكل طبيعية مثل تلوث المياة الجوفية وتلوث الغابات بسبب المتنزهين ومشكلة قطع الاشجار الغير قانونية لحصول على الوقود في شتاء.
محمية الطبيعية
يوجد في جنوب سوف في منطقة المنارة محمية المأوى يوجد بها حيوانات مثل الأسود والنمور ودب وذئب وقرد والضباع تعد المحمية الأولى من نوعها في شرق الأوسط.

## الديموغرافيا والخدمات

### السكان
تعد سوف ثالث أكبر تجمع سكاني في محافظة بعد مدينة جرش ومخيم غزة يبلغ عدد سكان 14.747ألف نسمة في عام 2015 ويقسم السكان إلى 7566 ألف ذكور و7208 إناث ويبلغ عدد الإسر 3250 ألف وزداد عدد السكان بشكل جيد حيث كان يبلغ عدد سكان البلدة 11 ألف نسمة عام 2004 تعد عشيرة العتوم أكبر عشيرة من حيث العدد ويتركز سكان سوف في منطقة البلد وأبو رويس وبيدر حمص ومنارة والبرج ومنصورة ومن إبرز عشائر سوف: الزطايمة بنات والعضيبات والزريقات والقواقزة وبني مصطفى والصمادية حوامدة البوريني والبطارسة وديري، وأغلب السكان مسلمين هناك إقليات صغيرة مسيحية في منطقة البرج.

### الخدمات
تقع سوف على طريق جرش - مستشفى الأميرة هيا الذي منح المنطقة حركة مرورية ويبعد عن البلدة حوالي 3كم اتجاه شمال وهناك مبنى للبلدية وثلاثة مراكز صحية واربعة صيدليات وخط نقل إلى مدينة جرش أيضاً مركز لشباب ونادي رياضي ومركز امني ومكتب بريدي وعديد من مراكز تسوق والكثير من مدارس حكومية من أهمها.
- مدرسة سوف الثانوية الشاملة للذكور تأسست عام 1922
- مدرسة سوف الأساسية للذكور
- مدرسة سوف الأساسية الجديدة للذكور
- مدرسة البرج الثانوية للذكور
- مدرسة سوف الثانوية الشاملة للإناث
- مدرسة سوف الثانوية الجديدة للإناث
- مدرسة نفيسة بنت الحسن الأساسية المختلطة
- مدرسة البرج الثانوية الشاملة المختلطة
- مدرسة سوف الأساسية المختلطة
- مدرسة بيدر الحمص الأساسية المختلطة
- مدرسة معاذ الكساسبة الأساسية المختلطة.

#### المواصلات
تبعد سوف حوالي 8 كم عن مدينة جرش كما تربط سوف بطرق رئيسة بكل من جرش وعين جنا وعبين وريمون وطرق زراعية بكل من ساكب وكفرخل ومقبلة وثغرة عصفور وعنجرة.

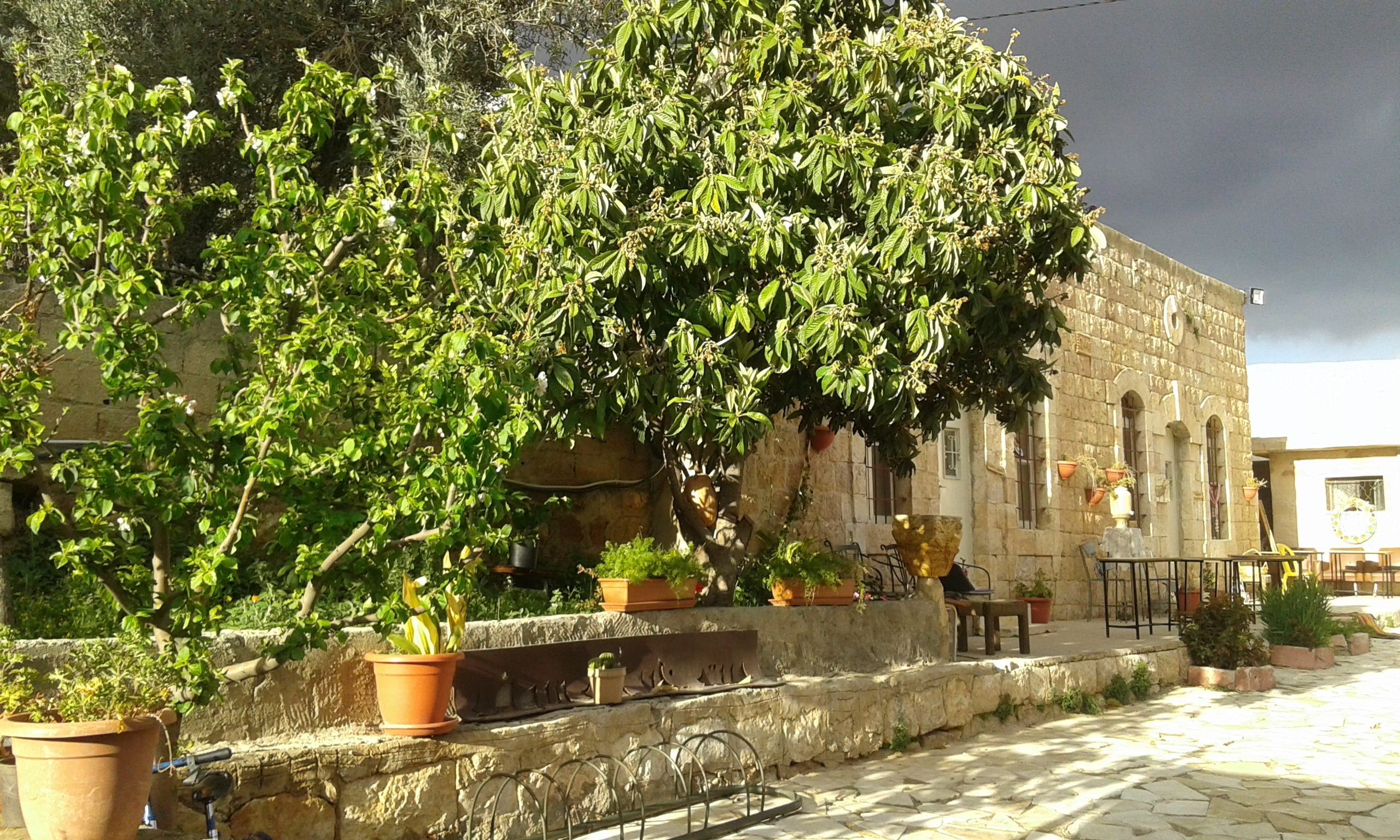
بيت خيرات سوف الثقافي الذي يعد من أهم معالم البلدة السياحية الثقافية

### الاقتصاد
يعتمد اقتصاد المدينة على الزراعة بمختلف أنوعها بشكل أساسي والسياحة الطبيعية والأثرية وثقافية.
السياحة

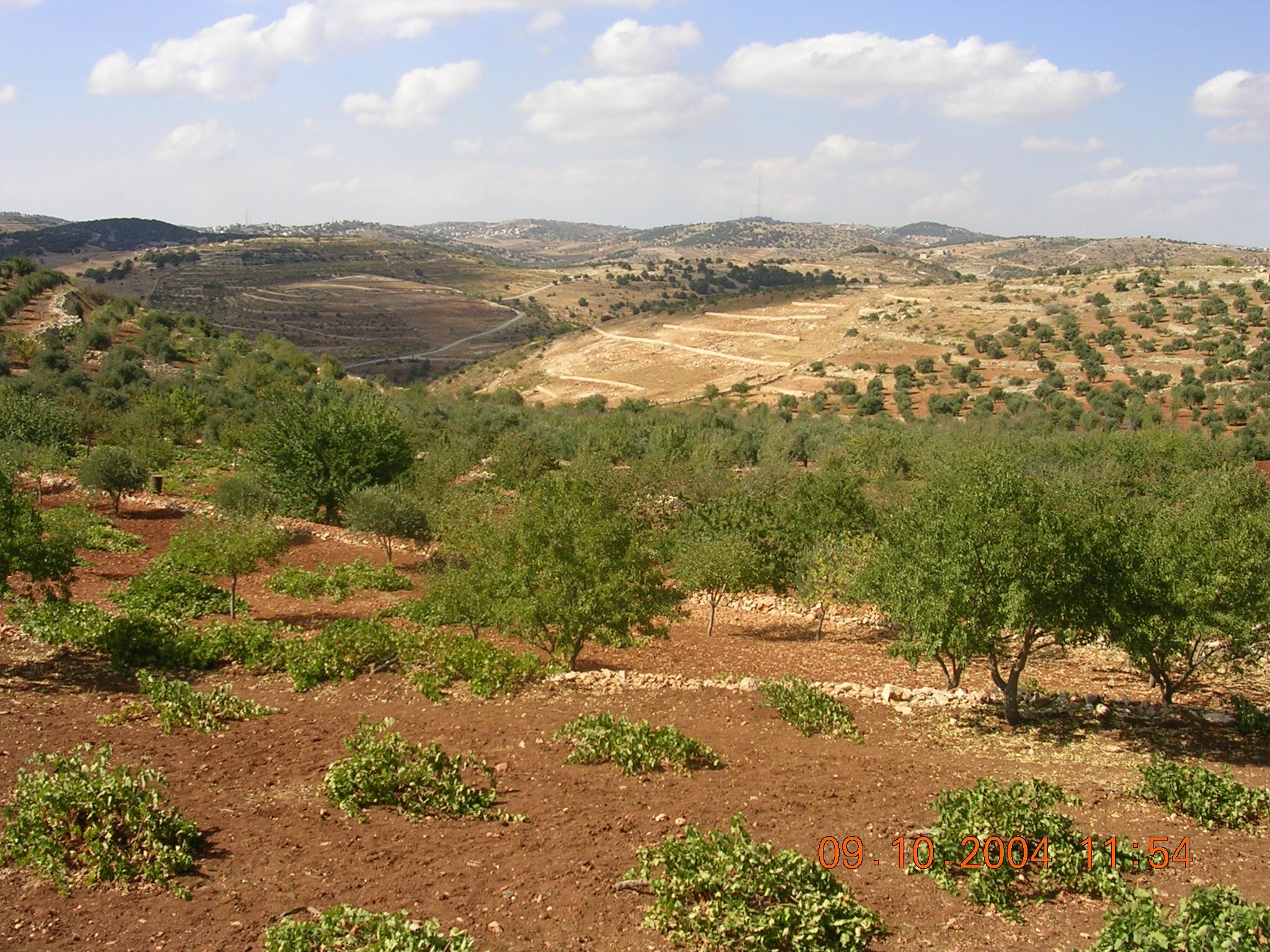
الأراضي الزراعية في جبل السهلات شمال البلدة ويظهر مرتفع رأس منيف في عجلون

تتميز سوف بتنوع المسارات السياحية ومنها الطبيعية في محمية المأوى ونزهات الغابات الحرجية وشلالات سوف، ومناطق الأثرية منها خربة سوف ومسجد شيخ يوسف الذي كان كنيسة في سابق وقصر باشا، ودينية حيث تظم المدينة العديد من المقامات ومنها مقام ابن الأدهم ومقام شيخ أبو الوفا وشيخ أبو بلال، ومسار سياحة الثقافية ويعد بيت خيرات سوف التراثي أبرزها حيث يقام هناك مختلف نشاطات الثقافية الأردنية حيث يقدم وجبات الطعام الأردنية بمختلف أنواعها وأيضًَا يحتفي بفن العمارة تراثي الأردني القديم.
الزراعة
تنمو في البلدة مختلف أنواع المحاصيل والأشجار نظراً لتنوع أنواع التربة وتعد شجرة الزيتون من أكثر الاشجار شيوعا في البلدة ويزرع أيضاً لوز والكرز والمشمش والبرقوق والرمان والعنب واليمون والتفاح وجوزوتين وعديد من محاصيل الخضروات مثل: البازيلاء وفصوليا وفول وحمص والباتنجان والملفوف وبندورة والبصل والثوم والخيار وتتنوع بلدة بطبيعة التضاريس الذي سمح بزراعة واصناف مختلفة من الخضار والنباتات تشتهر المناطق المرتفعة بزراعة لوز وكرز وبرقوق ومشمش والعنب مناطق متوسطة الارتفاع يكثر زراعة زيتون وكرز ولوز وتين رمان ومنطقة وادي سوف الزراعي ينمو مختلف أنواع خضار بسبب توفر ماء مثل: فاصوليا وفول وبازيلاء وحمص وباذنجان وملفوف وطماطم وخيار وخبيزة وسبانخ يكثر زراعة شجرة الجوز.

## الثقافة

### اللباس
كانت نساء سوف تلبسن الثوب الطويل، الأسود اللون مطرزا بخطوط ملونة جميلة معروفة باسم «حلي» أو «الشرشة».
وكان الرجال يرتدون رداء من نوع خاص ويأتي في شكلين: أسلوب مفتوح يدعى مزنوك التي شددت على الجسم باستخدام حزام من الجلد، ونمط مغلقة يدعى دشداش. يلبسون أيضا نوع خاص من سراويل واسعة، وغطاء رأس ويأتي باللونين الأبيض والأحمر ويدعى كوفية أو حطة أو سلك، ويثبت على الرأس باستخدام عقال أسود. في الاحتفالات الخاصة يتم ارتداء نوع خاص من عباءة مصنوعة من وبر الإبل يأتي باللون الأسود والبني والبيج. وهذا اللباس له شعبية في مناطق أخرى في شمال الأردن، ولكن هناك بعض الاختلافات الطفيفة التي تعتمد على المكان.

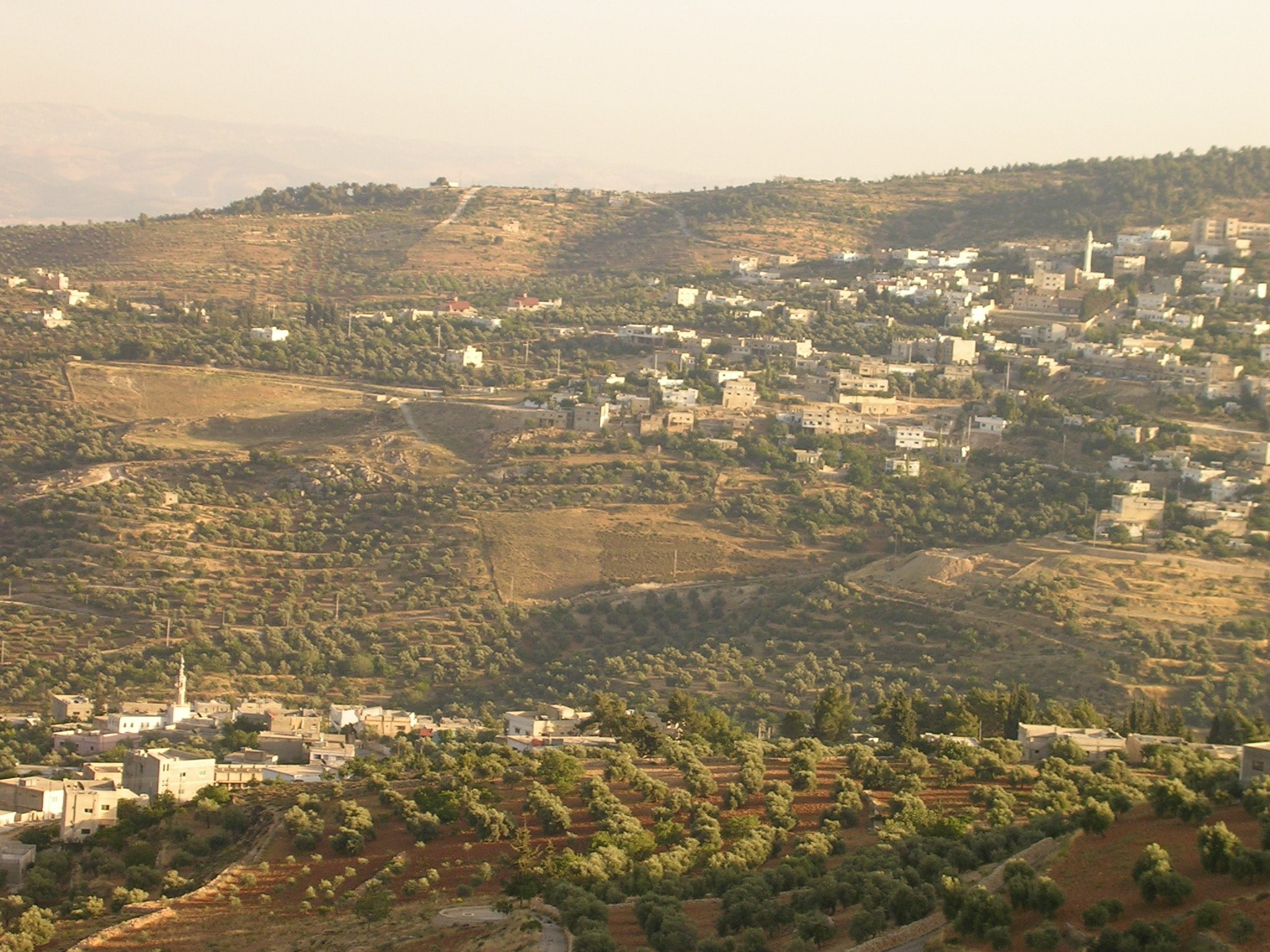
منظر عام وادي سوف

### الأدب
أهتم سكان في ماضي بشعر عن لطبيعة البلدة بسبب وفرة الماء وتنوع التضاريس وكان لتلك المواصفات دور كبير في الهام الشعراء ومنهم من عبر عن أعجابة الشديد بكتابة الشعر وهناك نوع أخرى من الشعر التي تمدح النسب وعشائر.
الكتب
برزت الكثير من الؤلفات الأدبية التي تتحدث عن البلدة ومن تلك الؤلفات كتاب تاريخ سوف الاجتماعي وكتاب سوف البيئة والإنسان.
القصص
انتشرت بين شيوخ البلدة قصص عدة منها قصة كرم الغولة وقصة ابن الأدهم ونمر بن عدوان وقصة أم الصفا وعين الذيبة وادي المصرية.

### دور العبادة
يوجد في سوف العديد من المساجد ويوجد في سوف كنيسة إثرية في منطقة برج.

### الترفية
تتميز سوف بجمال طبيعي حيث تجذب الكثير من سياح في موسم الصيف بسبب عتدال مناخها تقام رحلات في غاباتها ويوجد في سوف شلالات مغاسل في منطقة البرج وتعد ذات جذب سياحي إلى جانب محمية المأوى الطبيعية في جنوب البلدة.

### المطبخ
لا يتختلف مطبخ البلدة عن باقي مناطق الأردن. حيث تشتهر البلدة بمجموعة من الإطباق ومشروبات وكان لمحاصيل الزراعية دور كبير في تكوين هوية مطبخ البلدة حيث أغلب مكونات تنمو في هناك وفي عصر الحديث تطور المطبخ بشكل كبير عند افتتاح بيت خيرات سوف، ومن وصفات مطبخ البلدة التي تشمل العديد من أصناف الطعام منها الحلويات ومعجنات والمنتوجات التراثية ومخلالات والالبان وجموعة من الأكلات الشعبية ومواد الطبية وعطرية.
اصناف الطعام هناك

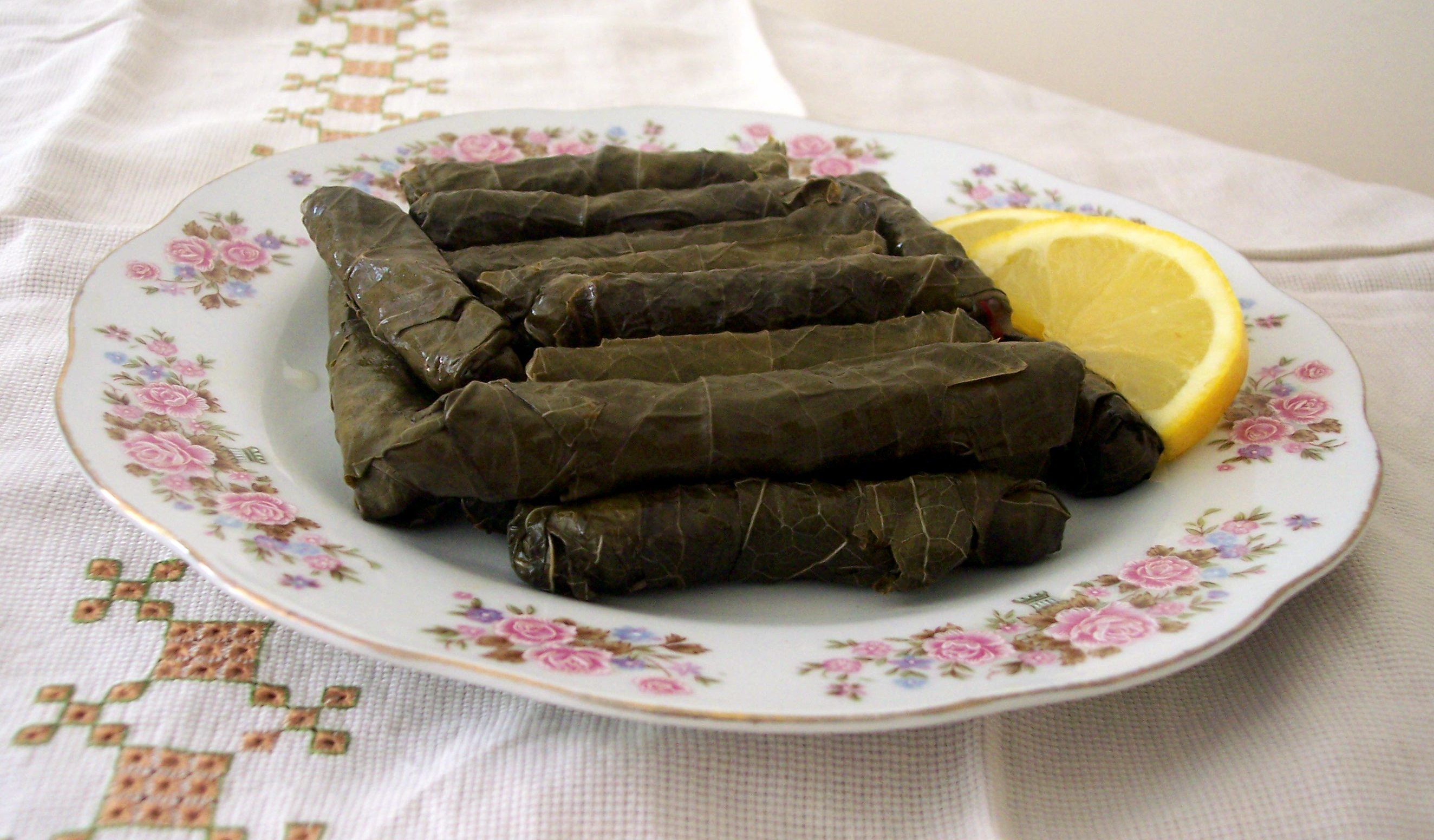
صورة توضيحية لطبق ورق العنب (عبارة عن لحم مفروم مع ارز مطبوخ مع الحوم إلى جانب الطماطم وليمون)

- تمتاز البلدة بعديد من الإطباق يعد المنسف ومطبوخات الأرز مثل المندي ومقلوبة وكبسة الأكثر تناول في البلدة، وهناك العديد من الإطباق الثقافية الأردنية مثل الكعاكيل وشاكرية عبارة عن (فول وبطاطس مغطسة في البن) وملفوف وكبة ويبرق وفريكة ومعكرونة مأكولات الشعبية مثل حمص وفلافل وفول وقلاية البندورة ومسبحة.
- المخلالات ومربيات ومن أنواع المخلالات الخيار وباذنجان (المقدوس) ولفت وبنجر وزيتون ولوز، ويتم هناك أنتاج العديد من أنواع المربيات من محاصيل الموسمية في بلدة مثل: مشمش وتوت وكرز وبرتقال.
- منتوجات الالبان ومواد التراثية ومن منتوجات الالبان الكشك ولبنة الجرشية بعدة نكهات مثل سماق وحبة البركة، وجميد وحليب وشنينة ومن المنتوجات التراثية مثل كشك البندورة (عبارة عن طماطم مجففة).
- المواد الطبية وعطرية ومنها إكليل الجبل وزعتر المجفف وميرمية ويتم هناك تجفيف عديد من أنواع الاعشاب البرية وعطرية التي تنمو في محيط البلدة.
- المعجنات منها الشراك وقسماط ومطبق (عبارة عن خبز يتناول مع سكر)، ومختلف أنواع الفطائر مثل كشك البندورة ولحم وسبانخ وجبنة، ومعجنات غير تراثية مثل البيتزا.
- الحلويات: منها المعمول بجوز وتمر وفسدق الحلبي، وخبيصة معروفة بملبن (عبارة من عصير ثمار العنب المغلي وتضاف إليه المكسرات مثل القريش والجوز)، وعديد من حلويات الفواكة مثل البرتقال ورمان وتفاح ومشمش وكيوي.
- المشروبات لا تختلف عادات وتقاليد البلدة عن باقي بلدات المحافظة مثل الشاي بمختلف نكهاتة بنعنع وزعتر وميرمية، وقهوة العربية وقهوة البلوط (التي تصنع من ثمار شجرة البلوط بعد تحميصها وطحنها وإضافة البهارات الخاصة بها) والتي بدورها حسنت العلاقة بين أهالي المنطقة وشجرة البلوط من فائدة مما انعكس بالمحافظة على شجر البلوط من قبل الأهالي تلك الثروة الحرجية الثمينة والمفيدة.[44]

## معالم البلدة
التراثية
- بيت خيرات سوف

الدينية
- مقام إبراهيم الأدهم على قمة جبل ابن الأدهم
- مقبرة المسيحية في منطقة البرج
- كنيسة الأثرية في منطقة منصورة
- مقام لشيخ غنام
- مسجد سوف القديم (كنيسة سابقا)

الطبيعية
- شلالات سوف
- محمية المأوى الطبيعية
- غابات سوف

معمارية
- قصر الباشا
- خرب سوف
- علية برهان وتقع في حي الجامع العمري وهي بناء على الطراز العثماني القديم وقد تهدمت بعض أجزائة. [بحاجة لمصدر]